# 山西矿业学院
山西矿业学院（英語：Shanxi Mining Institute）是曾位于山西省太原市的一所培养高级工程技术人才和管理人才的煤炭高等学校，隶属于中华人民共和国煤炭工业部。1997年参与合并太原理工大学。

## 历史沿革
- 1958年山西矿业学院创建
  - 1956年8月，太原采矿学校开学，并开始在太原市移村建立校舍[3]。
  - 1958年5月，煤炭部在北京召开煤炭高等院校筹建工作会议，决定：太原煤矿学校与太原采矿学校合并为一所中等专科学校，占用太原采矿学校校址继续办学[3]；拟新建的煤炭高等学校——山西矿业学院，利用太原煤矿学校校址开始筹建。9月8日，山西省人民委员会正式颁发山西矿业学院公章[4]。
- 1959年大同矿业学院并入山西矿业学院

大同矿业学院的前身是1950年创建的大同煤炭工业学校，此后学校曾多次更名。
- 1958年学校升格为大同矿业学院
- 1959年大同矿业学院与山西矿业学院合并，学院的本科学生和部分教师并入山西矿业学院，其中技部仍保留大同煤矿学校校名

- 1960年大同煤炭专科学校并入山西矿业学院
- 1961年山西煤炭干部管理学校并入山西矿业学院
  - 1958年11月18日，山西省煤炭管理局决定成立山西煤矿管理干部学校，校址暂设在山西矿业学院内
  - 1961年1月，山西省煤炭管理局决定将山西省煤矿管理干部学校改为山西矿业学院干部培训部
- 1978年启动新校区第一期扩建工程，边设计，边施工。
- 1997年，山西矿业学院与太原工业大学合并。
  - 1997年3月17日，国家教委颁发教计[1997]19号文件，正式批准太原工业大学与山西矿业学院合并组建为太原理工大学。
  - 1997年7月4日，山西省人民政府和煤炭工业部签定《关于太原工业大学和山西矿业学院合并办学》协议书。7月5日，太原理工大学正式挂牌成立。

## 校园环境
- 老校区，现太原理工大学柏林校区，太原市万柏林区西矿街53号

至1986年底，它仍然是该院的主要教学区和住宅区。老校区净占地128亩，建筑面积34069平方米。1983年底在校生1506人，教职工1005人。
- 新校区，现太原理工大学虎峪校区，太原市迎泽西大街新矿院路18号

新校区净占地295多亩，建筑面积10721平方米。1997年底在校生3677人，教职工1225人。建成后，成为山西矿院的主要教学活动区。

## 组织机构

### 历任主要领导
| 姓名   | 在任时间       | 称谓         | 称谓              |
| ------ | -------------- | ------------ | ----------------- |
| 李明   | 1958.9-1959.2  | 山西矿业学院 | 党总支书记        |
| 刘占堂 | 1959.2-1962.6  | 山西矿业学院 | 工委书记 党委书记 |
| 范文山 | 1962.6-1967.1  | 山西矿业学院 | 党委书记          |
| 郝光   | 1962.7-1962.12 | 山西矿业学院 | 院长              |
| 贾冲之 | 1962.12-1967.1 | 山西矿业学院 | 院长              |
| 张若愚 | 1971.10-1977.5 | 山西矿业学院 | 党组组长 党委书记 |
| 康洛   | 1977.5-1983.4  | 山西矿业学院 | 党委书记          |
| 康洛   | 1977.5-1979.8  | 山西矿业学院 | 院长              |
| 谭伯   | 1979.8-1983.4  | 山西矿业学院 | 代理院长 院长     |
| 郑翔   | 1983.8-1987.9  | 山西矿业学院 | 院长              |
| 章迪寰 | 1987.1-1991.8  | 山西矿业学院 | 党委书记          |
| 章迪寰 | 1987.9-1994.10 | 山西矿业学院 | 院长              |
| 温泽先 | 1991.8-1997.6  | 山西矿业学院 | 党委书记          |
| 温泽先 | 1994.10-1997.6 | 山西矿业学院 | 院长              |

## 知名人物
- 孙先红